# 이종식 (1932년)
이종식(李鍾植, 1932년 4월 16일~)은 대한민국의 언론인, 정치인이다. 본관은 전의이며, 경상북도 고령군 출신이다. 
조선일보 기자였으며 제9·10대 국회의원을 지냈다.

## 학력
- 고려대학교 정치학과 졸업

## 약력
- 조선일보 정치부장, 편집국장
- 1973년 ~ 1979년 : 제9대 국회의원 (유신정우회)
- 1979년 ~ 1980년 : 제10대 국회의원 (유신정우회)
- 유신정우회 대변인, 원내수석부총무
- 연합통신 전무
- 한국방송위원회 방송위원
- 국회공직자윤리위원회 위원장
- 성곡언론문화재단 이사
- 방일영문화재단 이사

## 역대 선거 결과
|  | 0% |

|  | 0% |